# Jan Fabre

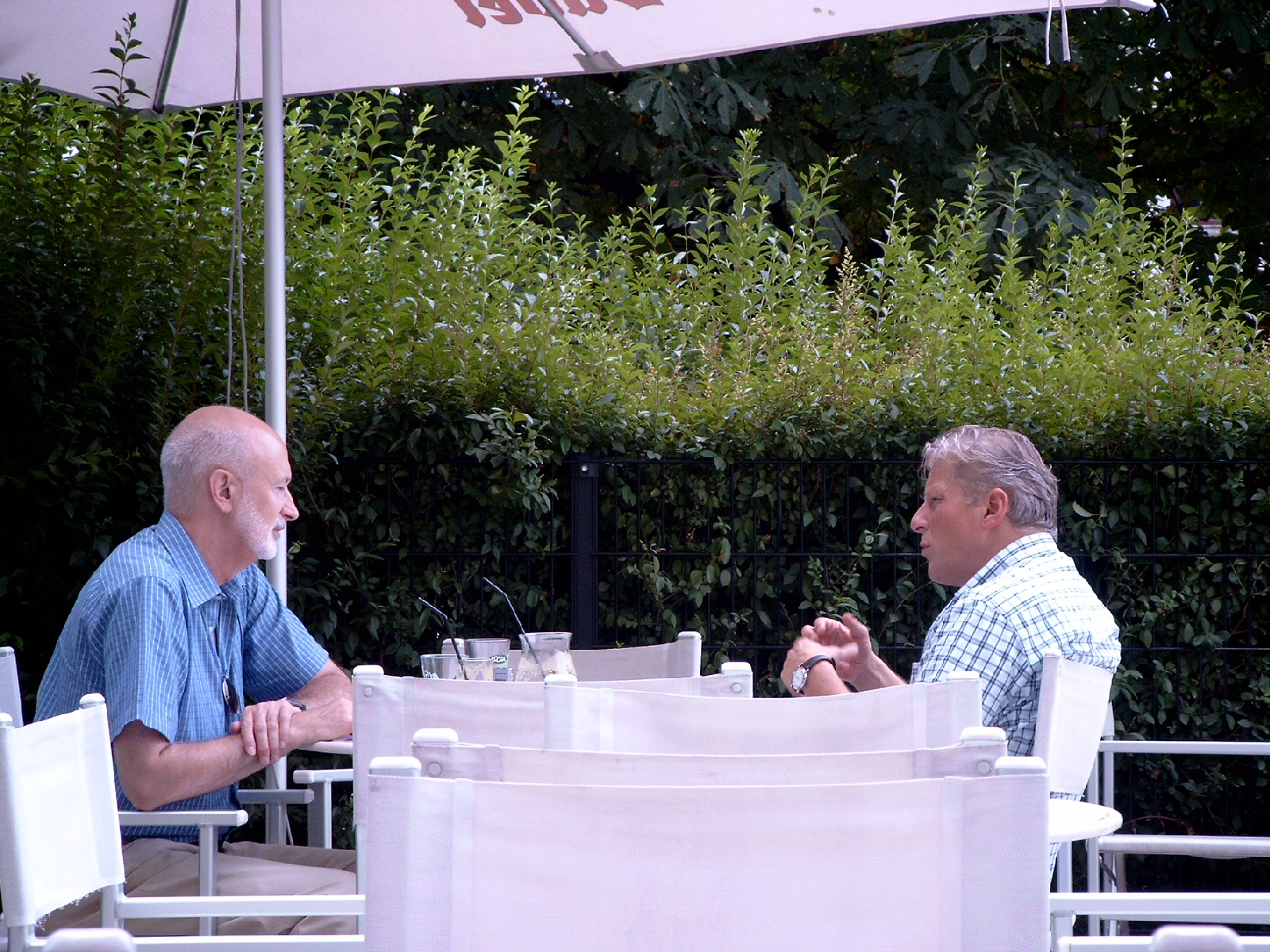
Jan Fabre (rechts) im Gespräch mit Jörg Schellmann

Jan Fabre (* 14. Dezember 1958 in Antwerpen) ist ein belgischer Maler, Dramatiker, Regisseur und Choreograf.

## Leben
Fabres Vater war Biologe und arbeitete als städtischer Gärtner in Antwerpen. Mit ihm machte er Spaziergänge durch die Altstadt und ließ sich die Skulpturen und Museen zeigen. Jan Fabre studierte nach einer Ausbildung zum Schaufensterdekorateur am Stedelijk Instituut voor Sierkunsten en Ambachten (Städtisches Institut für Kunst und Gewerbe), Antwerpen, und an der Koninklijke Academie voor Schone Kunsten (Königliche Kunstakademie), Antwerpen. Seit 1979 trat er mit zahlreichen Ausstellungen, Solo-Performances und Theaterspektakeln an die Öffentlichkeit. In seinen Zeichnungen, die er mit blauen Schraffuren aus BIC-Kugelschreibern herstellte, entwickelte er ein eigenes Formenvokabular, wobei ein grün schillernder Käferpanzer ein wiederkehrendes Bildmotiv war.
Die über seine Malerei entwickelte Bühnenarbeit, bei der er anfangs Autor, Schauspieler, Regisseur, Bühnenbildner und Lichtdesigner zugleich war, entwickelte Fabre zu einem genreübergreifenden Geschehen zwischen Tanz, Theater und Performance. Seine Arbeit ist „[...] hervorragend geeignet als Beispiel, um die Entwicklung hin zum performativen Charakter des Theaters zu beschreiben.“ In ihnen werden Schmerz und Verletzungsgefahr „...durch exzessive Wiederholung und Beschleunigung, die die Tänzer bis zur physischen Erschöpfung treiben, zur körperlichen Erfahrung gemacht.“

## Machtmissbrauch, Mobbing, sexuelle Belästigung
2018 warfen ihm ehemalige Tänzerinnen seiner Company Troubleyn in einem offenen Brief vor, er habe seine Macht als Choreograf missbraucht, im Probenprozess sei es zu demütigenden Situationen gekommen. Einige stellten Strafanzeige. Mitte 2022 wurde Fabre zu 18 Monate Haft (zur Bewährung ausgesetzt), dem Verlust der Bürgerrechte für die Dauer von fünf Jahren und zu Entschädigungszahlung an die Nebenkläger verurteilt.

## Werk
Von Fabre sind bisher mehr als dreißig Tanz-, Theater- und Opernproduktionen (Stand 2008) entstanden. Sein erstes Theaterstück „Theater geschreven met een K is een kater“ (Theater geschrieben mit einem ’K' ist ein Kater) wurde 1980 im Ankerrui Theater, Antwerpen uraufgeführt. Internationale Beachtung fand seine Bühnenarbeit 1982 erstmals mit der achtstündigen Performance „Het is theater zoals te verwachten en te voorzien was“ (It is Theatre as to be Expected and Foreseen) (Uraufführung: Stalker, Brüssel). 1984 wurde mit seinem Theaterspektakel „De macht der theaterlijke dwaasheden“ (The Power of Theatrical Madness) die 41. Biennale Venedig im Goldoni Theater öffnet.
1992 hatte seine poetisch rätselhaften Oper „Silent Screams, Difficult Dreams“ zur Documenta IX im Staatstheater Kassel Uraufführung, in der seine Tendenz zum Gesamtkunstwerk sichtbar wurde. Für die Salzburger Festspiele 2007 erarbeitet er mit „Requiem für eine Metamorphose“ eine „theatralischen Totenmesse mit Schauspielern, Tänzern und Musikern“, bei dem er das bei ihm wiederkehrende Thema der Verwandlung durch den Tod in den Mittelpunkt stellte. Mit seiner aktuellen Performance Orgy of Tolerance (Stand Dezember 2009) gastierte Fabre an verschiedenen europäischen Spielstätten, darunter auch an der Muffathalle in München.
2012 schuf Fabre zusammen mit dem US-amerikanischen Tänzer Antony Rizzi im Rahmen der Veranstaltungen der Kulturhauptstadt Europas 2012 Maribor in Slowenien das autobiografische Solostück Drugs Kept Me Alive. Dies wurde im März 2013 am Künstlerhaus Mousonturm in Frankfurt am Main, Rizzis Arbeits- und Wohnort, aufgeführt. In Fabres Serie Tribute to Belgian Congo aus 2013 wird die brutale Herrschaft der Europäer und ausländischer Firmen im Kongo des ausgehenden 19. und beginnenden 20. Jahrhunderts geschildert.
Fabre lebt und arbeitet in Antwerpen.

## Ausstellungen (Auswahl)
- 1984: 41. Biennale von Venedig.
- 1990: Kunsthalle Basel.
- 1992: Documenta IX Kassel.
- 1995: Galerie der Stadt Stuttgart, Kunstmuseum, Der Leimrutenmann.
- 1997: 47. Biennale Venedig.
- 2000: 5. Biennale d’art contemporain de Lyon.
- 2001: 49. Biennale Venedig.
- 2007: 52. Biennale Venedig.
- 2011: Hortus/Corpus, Kröller-Müller Museum, Otterlo, Niederlande.
- 2013–14: Jan Fabre. Stigmata. Actions & Performances 1976- 2013, MAXXI Museo nazionale delle arti del XXI secolo, Rom.
- 2014: Llotja de Palma, Palma de Mallorca.
- 2016: Jan Fabre Stigmata - Actions & Performances 1976–2016, Musée d’art contemporain, Lyon.
- 2018: Jan Fabre. My Nation: The Imagination, Fondation Maeght, Saint-Paul-de-Vence.
- 2018: Ecstasy & Oracles, Valle dei Templi, Agrigent / Cattedrale di Monreale.
- 2019: Jan Fabre. Red Gold, Capodimonte Museum, Neapel.
- 2023: Allegory of Caritas (An Act of Love), Mucciaccia Gallery, Singapur.
- 2024: Stella, Galleria Gaburro, Mailand.

## Tanz- und Theaterstücke (Auswahl)
- 1980: Theater geschreven met een K is een kater
- 1982: Het is theater zoals te verwachten en te voorzien was
- 1984: De macht der theaterlijke dwaasheden
- 1987: Das Glas im Kopf wird vom Glas
- 1988: Prometheus Landschaft
- 1989: Das Interview das stirbt...
- 1989: Der Palast um vier Uhr morgens... A.G.
- 1989: Die Reinkarnation Gottes
- 1991: Sie war und sie ist, sogar
- 1991: Sweet Temptations
- 1991: Wer spricht meinen Gedanken ...
- 1992: Fälschung wie sie ist, unverfälscht
- 1995: Eine Familientragödie ... ein Theatertext
- 1995: Eine tot-normale Frau
- 1996: Der Kaiser der Verluste
- 2001: Der Salzverkäufer und die Fliege
- 2004: Ich bin Blut
- 2005: Der König des Plagiats
- 2007: Körperchen, Körperchen an der Wand...
- 2007: Requiem für eine Metamorphose
- 2009: Orgy of Tolerance
- 2010: The Servant of Beauty
- 2010: Preparatio Mortis
- 2011: Prometheus Landschaft II
- 2013: Tragedy of a Friendship
- 2014: Attends attends, attends... (Pour mon père)
- 2015: Mount Olympus. To glorify the cult of tragedy
- 2018: The Generosity of Dorcas
- 2019: Resurrexit Cassandra
- 2021: The Fluid Force of Love